# 김보옥
김보옥(한국 한자: 金寶玉, 1952년 7월 ~ )은 대한민국의 한국무용가다.

## 생애
경기도 안성에서 출생하였고 서울에서 성장하였으며 1973년 연극배우 첫 데뷔하였고 1975년 KBS 한국방송공사 공채 탤런트로 정식 데뷔하였으나 1980년 한국무용가로 전향하였다.
언니는 영화배우 겸 시인 김보애(金寶愛)이며 부군은 영화배우 겸 연기자 이덕화(李德華)이며 딸은 연기자 이지현이다.

## 학력
- 서라벌예술대학교 무용학과 학사

## 출연작

### 연극
- 1973년 《심청전》 ... 심청 역(주인공)
- 1974년 《춘향전》 ... 성춘향 역(주인공)
- 1975년 《맹 진사 댁 경사인즉 맹 진사 댁 따님 시집 가는 날》 ... 맹갑분 역(주인공)